# Ауд (мифология)
Ауд или Аудр (др.-сканд. Auðr, «процветание») — сын Нотты, олицетворённой ночи, и Нагльфари. Дядя Тора. Ауд упоминается в Младшей Эдде, написанной в XIII веке Снорри Стурлусоном, и в поэзии скальдов.

## Упоминания
В Младшей Эдде Ауд упоминается трижды; один раз в Видении Гюльви и дважды в Языке поэзии. В 10-й главе Видения Гюльви Высокий говорит, что во время брака Нотты с Нагльфари у пары родился сын Ауд. В 32-й главе Языка поэзии есть разные способы обращения к Ёрд, олицетворённой земле, включая кеннинг «сестра Ауда и Дня». В той же главе приводятся полустрофы Эйвинда Губителя Скальдов, Халльфреда Беспокойного Скальда и Тьодольва. В них есть кеннинг «сестра Ауда».

## Теории
Ученый Рудольф Зимек выдвинул теорию, согласно которой Ауд был придуман Снорри Стурлусоном, но зачем Снорри выдумал его неизвестно. Зимек отмечает, что имя Auðr используется, как женское в других исландских источниках. Зимек не упоминает примечания скальдов.